# Dračí zub (opevnění)

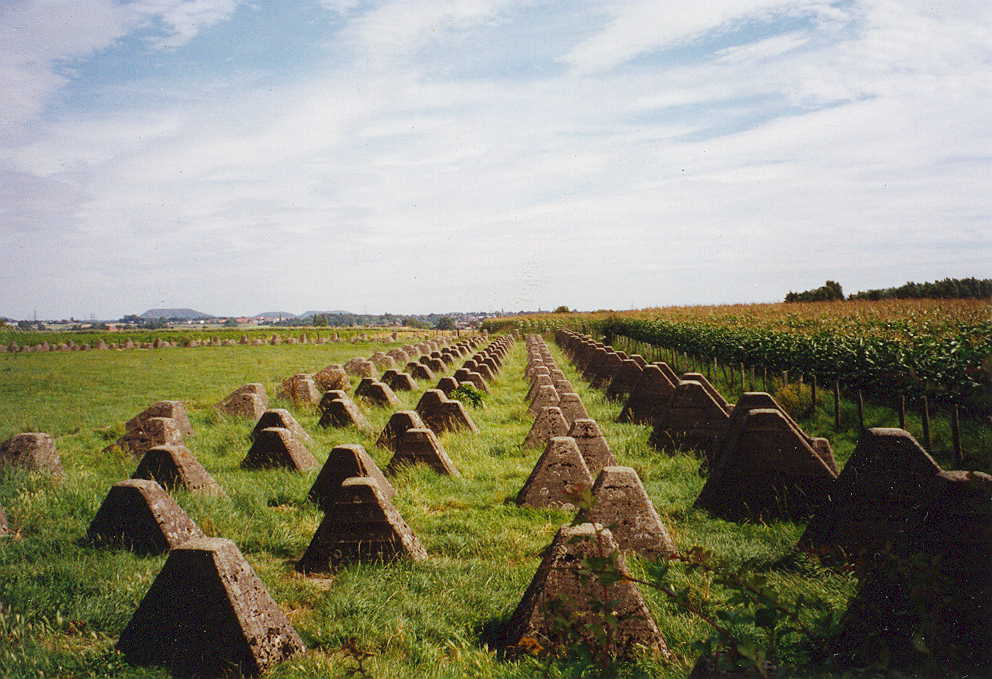
Dračí zuby u města Cáchy jako součást německé nacistické Siegfriedovy linie.

Dračí zub je protitanková překážka ve tvaru jehlanu vyrobené ze železobetonu, které byly poprvé používány během druhé světové války k obraně proti pohybu tanků a mechanizované pěchoty. Cílem bylo zpomalit postup a nasměrovat je do vražedných zón, kde by mohly být snadno zneškodněny protitankovými zbraněmi.
Hojně byly používány zejména na německé Siegfriedově linii.

## Druhá světová válka
Dračí zuby používalo za druhé světové války na evropském bojišti několik armád. Německý Wehrmacht je hojně využíval na západním valu (Siegfriedova linie) a Atlantickém valu. Každý zub byl vysoký typicky 90 až 120 cm.
Mezi zuby byly často kladeny pozemní miny a podél linií zubů byly postaveny další překážky, jako je ostnatý drát, který bránil pěchotě, nebo diagonálně umístěné ocelové nosníky, které dále bránily tankům. Mnohé byly položeny ve Spojeném království v letech 1940–1941 jako součást úsilí o posílení obrany země proti možné německé invazi:

Za minovými poli byly dračí zuby. Položeny byly na betonové podložce široké mezi deseti a třiceti metry, zapuštěné metr nebo dva do země (aby se zabránilo jakémukoli pokusu vložit pod ně výbušniny). Na podložce byly samotné zuby, komolé jehlany ze železobetonu asi metr vysoké v první řadě a dva metry vysoké v zadní řadě. Byly rozmístěny takovým způsobem, že tank nemohl projet. Mezi zuby byla položena minová pole, ostnatý drát a betonová střelecká stanoviště, které byly pro dělostřelectvo prakticky nedobytné a rozmístěné tak, aby Němcům poskytly možnost palby přes celou frontu. Jediný způsob, jak dobýt tato stanoviště, bylo dostat se za ně pěchotou a zaútočit na zadní vchod. Ale za první řadou bunkrů a dračích zubů byla druhá a často třetí a někdy i čtvrtá řada.

Vzhledem k obrovskému počtu položených dračích zubů a jejich odolné konstrukci jich do současnosti zůstalo na místě mnoho tisíc, zejména v pozůstatcích Siegfriedovy linie.

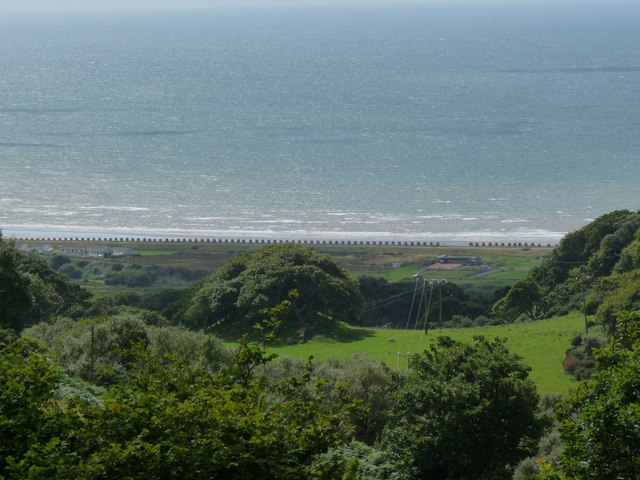
Dračí zuby z 2. světové války na pláži ve Fairbourne ve Walesu v roce 2009 rozmístěné proti tankům.
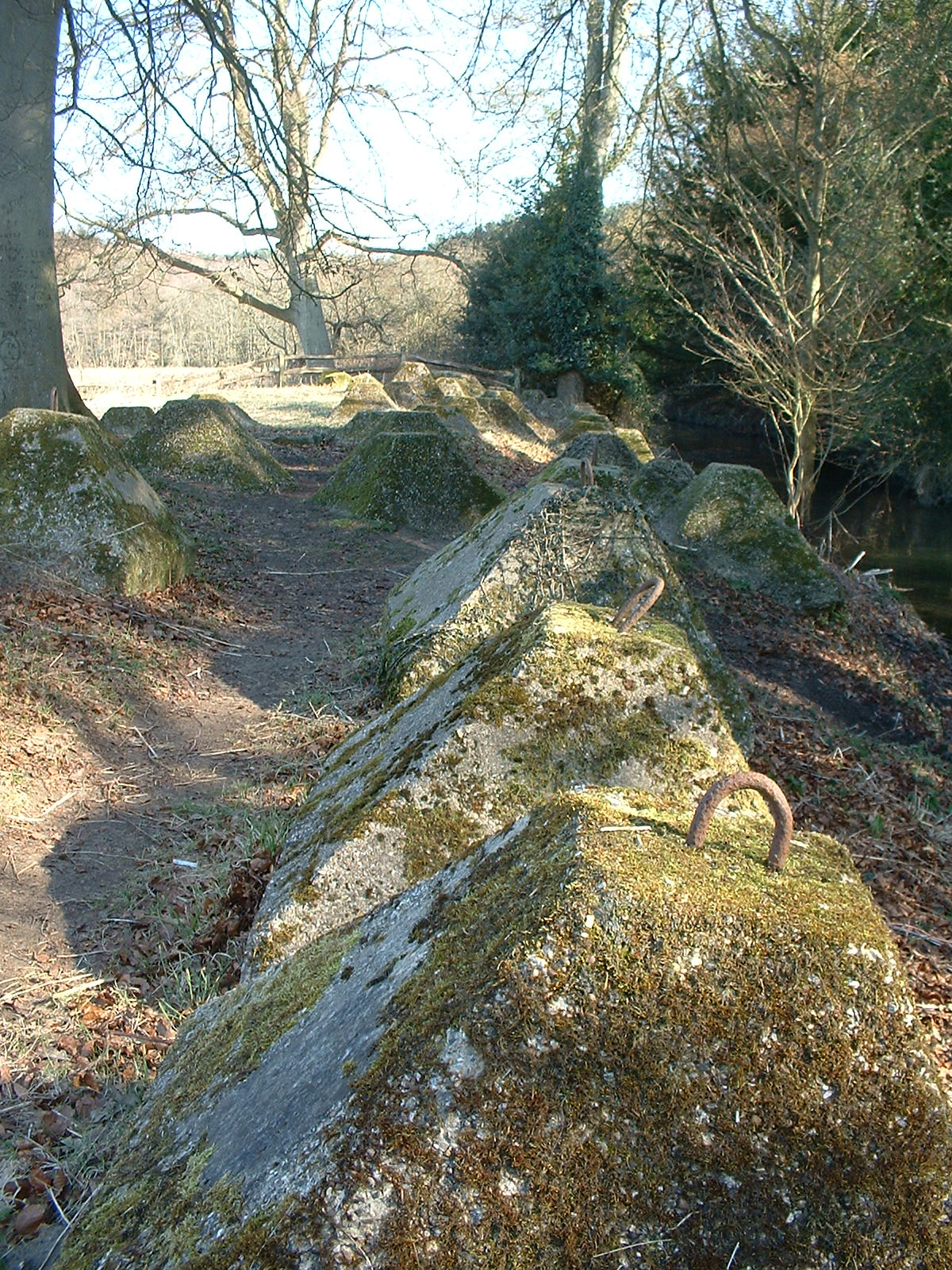
Dračí zuby GHQ Line ve Waverley Abbey v hrabství Surrey v Anglii v roce 2006.
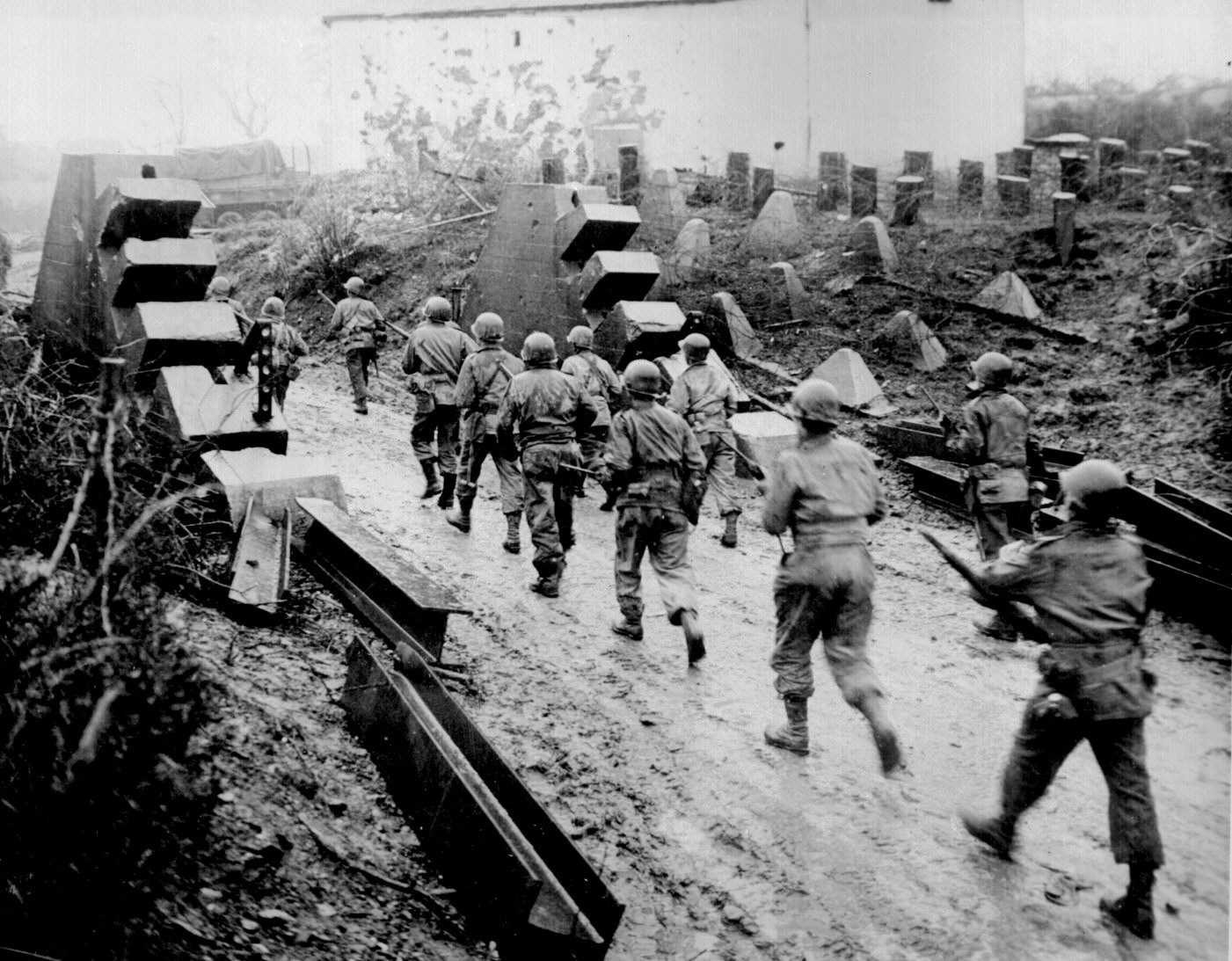
Vojáci Armády USA procházající kolem linie dračích zubů Siegfriedovy linie v roce 1944.
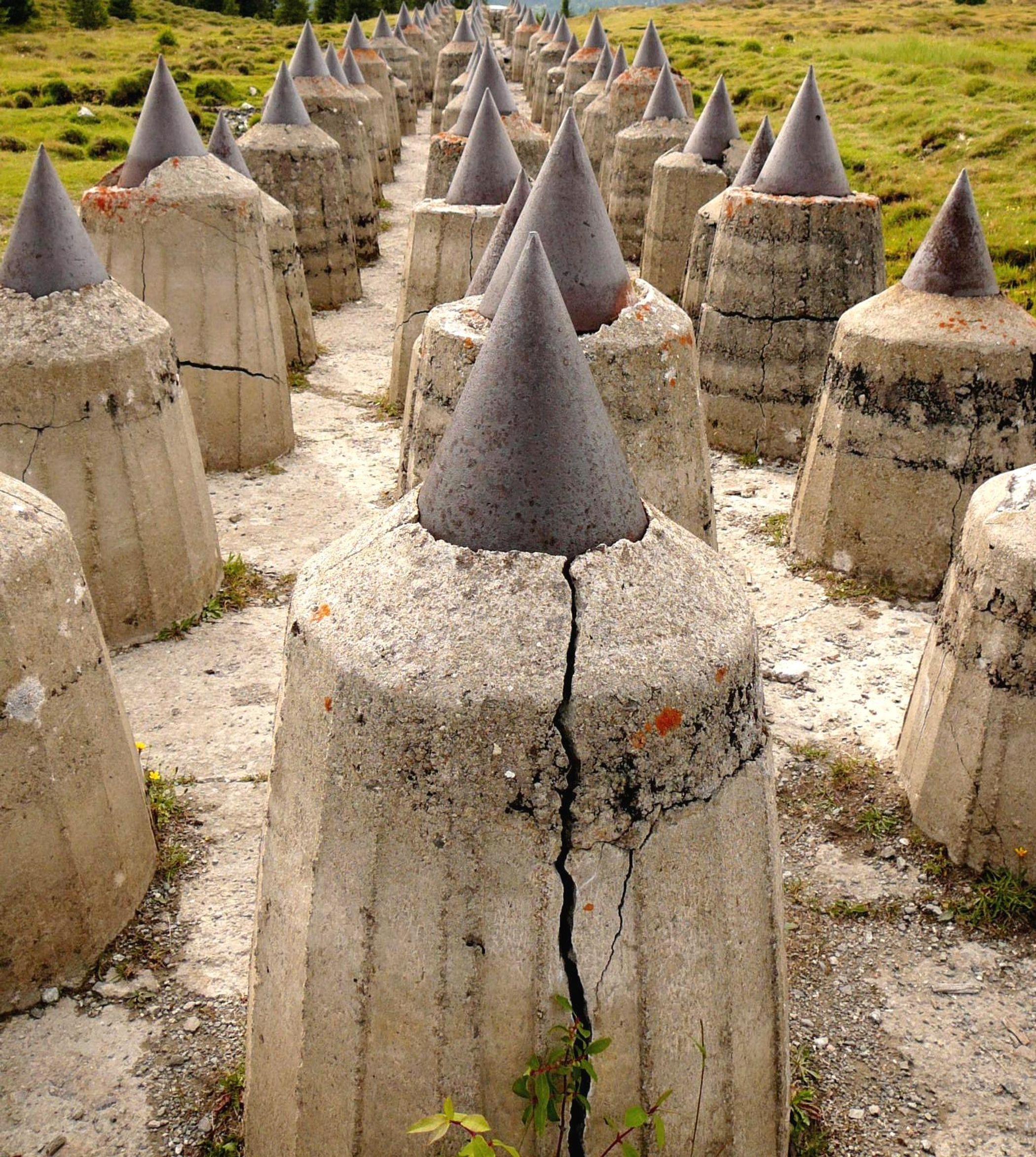
Dračí zuby Atlantického valu
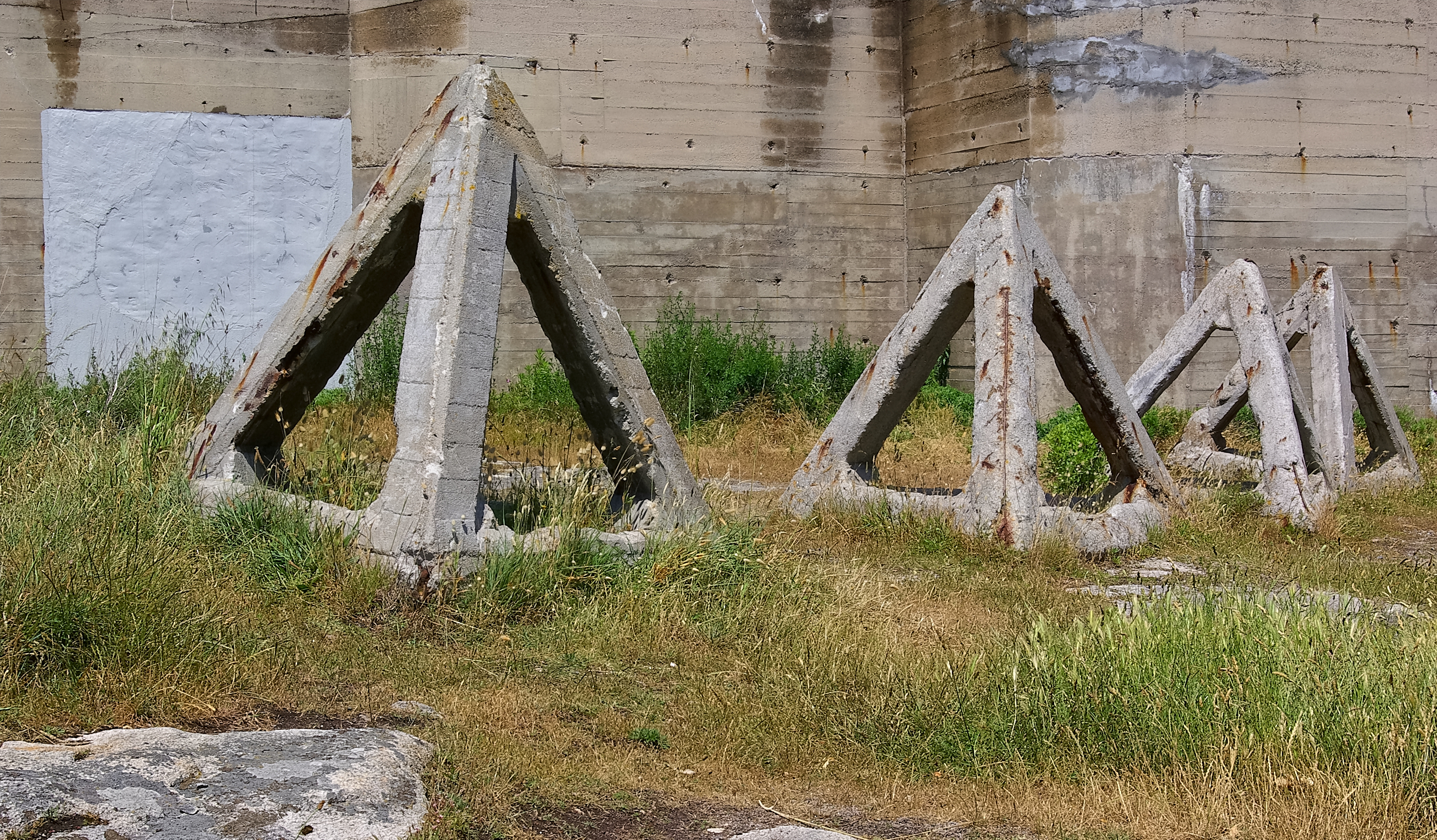
Duté dračí zuby ve Grand Blockhaus ve Francii.